# Barbara Wackernagel-Jacobs
Barbara Wackernagel-Jacobs (* 5. Juni 1950 in Homburg) ist eine deutsche Politikerin (SPD) und Filmproduzentin.

## Beruf und Politik
Wackernagel-Jacobs studierte Sozialwissenschaften an der Universität Mannheim und der Universität des Saarlandes. Anschließend war sie Projektleiterin bei der Deutschen Forschungsgemeinschaft und beim Diakonischen Werk an der Saar.
Ab 1990 leitete die SPD-Politikerin die Abteilungen Familie und Jugend sowie Frauen und Gleichstellung im saarländischen Gesundheits- und Sozialministerium. 1991 wurde sie dort Staatssekretärin von Christiane Krajewski. Am 18. September 1996 übernahm sie im Kabinett Lafontaine III das Amt der Ministerin für Frauen, Arbeit, Gesundheit und Soziales, das sie auch im Kabinett Klimmt (1998–1999) beibehielt.
Nach dem Ausscheiden aus der Regierung im Jahr 1999 übernahm Barbara Wackernagel-Jacobs die Saarbrücker Filmproduktionsgesellschaft carpe diem. Seither produziert sie Dokumentarfilme zu politischen und kulturellen Themen.
Wackernagel-Jacobs geht um einen positiven Blick auf das Älterwerden, um Perspektivwechsel, um spannende Fakten, die uns alle zu einer ermutigenden Betrachtung des Älterwerdens und zu neuen gesellschaftspolitischen Strategien im Umgang mit den demografischen Veränderungen anregen sollten.
Wackernagel-Jacobs ist Mitglied im ZDF-Fernsehrat, in der Günter-Rohrbach-Filmpreis Stiftung und im Kuratorium der Stiftung Saarländischer Kulturbesitz.

## Produktionen
- Eine jüdische Biographie – Richard Bermann erinnert sich, 2021 – verfügbar in der Mediathek des Saarländischen Rundfunks bis 3. Juni 2022[3]
- Re: Jean-Claude Juncker - Europa, mach es gut!, 2019
- Für Europa – Robert Schumann wiederentdecken, 2019
- „Zu werden, was es ist“ – Umbaujahre in der Modernen Galerie des Saarlandmuseums, 2018
- Zwei Lebensborn-Schicksale – Die langsame Entdeckung der eigenen Biografie, 2017
- Wendelin weltweit – Auf den Spuren eines Heiligen, 2017
- Recht – Was wir alle wissen sollten, 2016
- Edith Aron – „Das Papier sagt nichts, hört zu“, 2015
- „Man nennt mich Macher“ – Der Sportfunktionär Hermann Neuberger, 2014
- Dokumentation: „Sputnik Moment“ – 30 gewonnene Jahre, 2015[4]
- Dokumentation: Das Palais Beauharnais, 2014
- „Ich habe mich immer eingemischt“ – Der Filmproduzent Günther Rohrbach, 2013
- Europas Neubeginn – Johannes Hoffmann und das Saarland, 2013
- Intelligent Leben – Technische Hilfen im Alter, 2013
- Besucherfilm: Der Landtag des Saarlandes, 2012ff.
- „Ich male wie ein Wilder“ – Der Maler Albert Weisgerber, 2012
- Dokumentation: Europakomplex – Über Krisen, Vielfalt und Zukunft, 2011
- „Den Himmel auf Erden suchen“ – Gustav Reglers zweite Heimat in Mexiko, 2011
- Gut begleitet – Das Merziger Modell der Integrierten Versorgung, 2010
- Der Heilige Wendelin – Auf den Spuren eines Volksheiligen, 2010
- Willi Graf – Zivilcourage und Widerstand, 2010
- Dokumentation: „Nicht allein. Ein Gesetz und seine Chancen“ – Pflegestützpunkte im Alltag, 2009
- Dokumentation: The Boys of Kloster Indersdorf, 2008
- Das Image der Politik und der Politiker, 2006ff.
- Die Kinder von Mingun – Eine Reise durch Myanmar, 2005
- Kinderspielfilm: Half an Angel, 2004
- TV-Spielfilm: Amundsen der Pinguin, 2003
- Kinofilm: Dirty Sky, 2003
- Imagefilm: „Kultur und Sehenswertes im Saarland“, 2001